# 原千晶 (アナウンサー)
原 千晶（はら ちあき、1988年12月18日 - ）は、日本のフリーアナウンサー、テレビ山口（tys）元アナウンサー。セント・フォース所属。

## 来歴
父は開業医、母は歯科医師という医療一家で長女として生まれ育つ。両親から医療系への道を薦められたことは無かったが、筑紫女学園高等学校の3年生の秋ごろに両親の姿を見て医学部進学を目指す。現役時は記念受験程度（福岡大学医学部を一校のみ受験して不合格）だったというが、その後北九州市の予備校に通い浪人生活を送る。二浪目以降は自宅浪人の期間を含め複数の予備校を渡り歩き医学部を目指しつつも、本人によると基本的に英語が苦手なだけでなく、それにも増して特に（国公立大学では大学入試センター試験での受験が必須となる）国語が苦手だったため全国の私大医学部を受験して回る生活だった。最終的に浪人6年目に「大学受験はこれが最後」と決め、医学部と福岡大学理学部応用数学科の後期日程を併願し、福岡大学理学部のみ合格。医学部進学を断念して同大に進学。
大学一年生の終わりに母の勧めで地元の神社をPRする「ふく娘」に応募して選ばれ、福岡県内のメディアで活動。また、2015年（大学三年次）に宝くじの第36代「幸運の女神」として全国を回ってキャンペーン活動をした。この2つの経験がアナウンサーを目指すきっかけとなる。
就職にあたっては職種をアナウンサー1本に絞り、年齢制限が「30歳以下」だった3社を受験、唯一内定をもらえたテレビ山口に2017年に入社。同期に山根陽美がいる。2023年9月、同社を退社。同年10月からセント・フォース所属のフリーアナウンサーとして活動。

## 人物
- 2歳違いの弟がいる。同じように医療の道に進むことは薦められなかったとのこと[1]。
- 趣味は、旅行やスポーツ観戦。「笑う門には福来たる」がモットーである[13]。
- 浪人中の6年間は勉強漬けでアルバイトもせず、予備校の同級生たちとたまに買い物やランチに行く以外はほとんど遊びにも行かなかったとのこと[3]。
- アナウンサーになるためにアナウンススクールに通い始めたのが遅く、テレビ山口の内定もアナウンススクールでアナウンスの基本を学んでくることが条件だったという[10]。
- いわゆる「多浪生」だったことについてはテレビ山口時代に公表することは無く、フリー転向後の2024年1月10日放送の『THE TIME,』で「最新の自習室」を取り上げた際に「でもごめんなさい、私6浪しているんです」「こういう自習室に巡り合っていたらもしかしたら3浪だったかもしれない」と公言したことで話題となった[7][10]。

## 担当番組
現在
- THE TIME,（2023年10月10日 - 、TBSテレビ） - TIME マーケティング部 リポーター[14]
- ラジオのタマカワ（2024年4月4日 - 、TOKYO FM） - アシスタント
- 耳からウロコナイト（2025年1月5日 - 、RKBラジオ）

過去
- mix - メインMC
- tysニュース
- ちぐスマ!
- THE TIME, - 山口県内からの中継（不定期出演）